# Zoo di Torino
Lo zoo di Torino è stato un giardino zoologico italiano ospitato all’interno del parco torinese dedicato a Ignazio Michelotti nel quartiere di Borgo Po. Il parco è compreso fra il Ponte Vittorio Emanuele I e il Ponte Regina Margherita.

## Storia
Con una delibera del gennaio 1955, su proposta di una ditta privata, l’amministrazione torinese stabiliva di dotare la città di un giardino zoologico.
Lo zoo, ospitato in un’area di circa 50.000 metri quadri, su progetto dell’ingegnere Gabriele Manfredi e con un costo iniziale di 80 milioni di lire, nasce ufficialmente il 21 ottobre 1955 alla presenza del sindaco Amedeo Peyron.
Allo scopo di contribuire all’apertura, alcuni animali furono regalati dalla città di Vienna (l’orso bruno), dal sindaco di Roma (il bisonte europeo), dagli zoo di Monaco (gli orsi lavatori), di Basilea (i cervi) e di Colonia (un leopardo). 
Successivamente, su progetto dell’architetto Ezio Venturelli e con un costo di circa 100 milioni di lire, fu costruito il padiglione contenente il rettilario e l’acquario che venne inaugurato alla presenza dei direttori degli zoo di Stoccarda, Norimberga e Berlino. 
Lo zoo venne affidato con una convenzione trentennale alla ditta Molinar, fondata dal cacciatore, esportatore e commerciante di animali africani Augusto Molinar con la moglie Mariuccia Ciapponi e diretta dell’imprenditore Arduino Terni, primo responsabile del giardino zoologico e gestore anche degli zoo di Milano e Verona. 
Nel corso degli anni sono nati nello zoo numerosi animali tra i quali macachi, squali, un cervo porcino, un ammotrago, tre gerbilli, sei procioni, due taurachi, due gabbiani ibridi, quattro leoni ed un cammar.
Nello stesso periodo, avvennero anche numerosi incidenti che portarono alla morte di diversi animali rinchiusi nel sito: nel 1956 un elefante fece giustizia sommaria evadendo dalla sua gabbia e uccidendo uno struzzo; nel 1960 tre orsi nati nello zoo non sopravvissero a causa dell’ostilità degli altri plantigradi presenti; nel 1972 l’unico ippopotamo perse la vita a causa dell’ingestione di una bambola incautamente lanciata da una bimba; nel 1986, due zebre morirono in seguito ad un incendio scoppiato nella loro stalla.

### Le proteste e la chiusura
Già all’inizio degli anni '70 alcune componenti dell’opinione pubblica auspicarono il trasferimento degli animali selvatici in siti in cui potessero avere più libertà di movimento.
Nel luglio 1981 emerse un’indagine della magistratura relativa all’utilizzo di animali vivi e protetti per l’alimentazione dei serpenti del rettilario, in seguito alla quale diverse associazioni animaliste chiesero di rimandare i rettili nei loro paesi d’origine. 
Nel 1985 il sindaco Giorgio Cardetti istituì una commissione che aveva lo scopo di analizzare le possibili soluzioni alla scadenza della concessione e che portò la giunta torinese a prorogare la convenzione fino al 31 marzo 1987 in attesa di decisioni in merito.
Il 16 maggio 1986 su impulso dell’allora assessore alla Cultura Marziano Marzano, componente della commissione comunale, nacque un comitato per la chiusura dello zoo, considerato un luogo di sofferenza ed inutili crudeltà per gli animali residenti, presieduto da Allegra Agnelli, cui aderirono Marella Agnelli, lo scienziato Tullio Regge, i filosofi Gianni Vattimo e Norberto Bobbio, il professor Luigi Firpo, il cantautore Gipo Farassino, il pubblicitario Armando Testa e molti altri e che poté godere di un deciso sostegno da parte del quotidiano Stampa Sera.
Con un ordine del giorno del febbraio 1987, il consiglio comunale torinese stabiliva la chiusura dello zoo e la restituzione del parco alla cittadinanza. Il giardino zoologico è stato definitivamente chiuso al pubblico il 29 marzo 1987. Nel comprensorio erano presenti ancora oltre mille animali. Fu il primo zoo italiano a chiudere, anticipando la legge che impone di rimandare a casa gli animali in tutti i casi in cui non sia possibile farli vivere nel loro habitat.

## Il progetto del bioparco
Con la motivazione di dover recuperare una zona abbandonata da molti anni, senza però poter destinare risorse economiche a proposito, nel 2015 la giunta comunale guidata dall'allora sindaco Piero Fassino lanciava un bando per concedere, per un periodo trentennale come nel 1955, l'area ad un privato e destinarla all'apertura di un bioparco.
L'unica ditta partecipante si aggiudicava il bando e il 29 giugno 2016 l'amministrazione provvedeva a consegnarle l'area.
Numerose associazioni animaliste e ambientaliste, affiancate da un comitato di cittadini, decideva però di porre in atto una pubblica protesta contro quella che venne considerata una riproposizione dello zoo precedente.
Nel dicembre del 2017, sotto la nuova amministrazione guidata da Chiara Appendino, il progetto tramonta a causa del ritiro da parte dell'azienda aggiudicataria.